# 토포스
범주론, 논리학과 대수기하학에서 토포스(영어: topos, 복수형 영어: topoi 토포이[*])는 어떤 공간 위의 층들의 범주와 유사한 성질을 갖는 범주이다. 토포스는 대수기하학에서는 위상 공간의 개념의 일반화로서 등장하며, 반면 논리학에서는 토포스는 집합의 범주의 일반화로서 등장한다. 이러한 다른 토포스에서도 집합의 범주와 유사한 내부 언어(영어: internal language)를 사용할 수 있다.

## 정의
토포스(영어: (elementary) topos)는 다음 조건들을 만족시키는 범주이다.
- 유한 완비 범주이다. 즉, 모든 유한 극한이 존재한다.
- 데카르트 닫힌 범주이다.
- 부분 대상 분류자 {\displaystyle (\Omega ,\top )}를 갖는다.

부분 대상 분류자 대신, 멱대상(영어: power object)의 개념을 도입하여 둘째 및 셋째 조건을 "모든 대상은 멱대상을 갖는다"로 대체할 수 있다.

### 그로텐디크 토포스
그로텐디크 토포스(영어: Grothendieck topos)는 위치 위의 (집합 값을 갖는) 층들의 범주와 동치인 범주이다. 이는 지로 정리(영어: Giraud’s theorem)를 사용하여 공리적으로도 정의할 수 있다. 모든 그로텐디크 토포스는 토포스임을 보일 수 있다.
구체적으로, 지로 정리에 의하면 다음 두 조건이 서로 동치이다.
- 범주 {\displaystyle {\mathcal {C}}}는 그로텐디크 토포스이다.
- 범주 {\displaystyle {\mathcal {C}}}는 다음 조건들을 만족시킨다.
  - {\displaystyle {\mathcal {C}}}는 유한 쌍대 완비 범주이다.
  - 생성 집합을 갖는다.
  - 쌍대 극한은 올곱과 가환한다.
  - (쌍대곱의 서로소성) 쌍대곱 {\displaystyle X\sqcup Y}에 대한 당김 {\displaystyle X\times _{X\sqcup Y}Y}은 시작 대상 {\displaystyle 0\in {\mathcal {C}}}과 같다.
  - 모든 동치 관계는 유효 동치 관계이다.

여기서 임의의 범주에서의 동치 관계는 다음 조건을 만족시키는 사상 {\displaystyle r\colon R\to X\times X}이다.
- 임의의 대상 {\displaystyle Y}에 대하여, {\displaystyle r}로부터 유도되는 사상 모임 사이의 사상 {\displaystyle r^{*}\colon \hom(Y,R)\to \hom(Y,X)\times \hom(Y,X)}은 (모임 위의) 동치 관계를 이룬다.

동치 관계에 대하여, 두 사영 사상에 대한 쌍대동등자 {\displaystyle X\twoheadrightarrow X/R}를 정의할 수 있다. 표준적 사상 {\displaystyle R\to X_{X/R}X}이 동형 사상이라면, {\displaystyle r}를 유효 동치 관계라고 한다.

### 준토포스
범주 {\displaystyle {\mathcal {C}}}가 다음 조건들을 만족시킨다면, 준토포스(準topos, 영어: quasitopos)라고 한다.
- 유한 완비 범주이며 유한 쌍대 완비 범주이다.
- 국소 데카르트 닫힌 범주이다.
- 강한 부분 대상 분류자 {\displaystyle (\Omega ,\top \colon 1\to \Omega )}가 존재한다.

모든 토포스는 준토포스이다. 준토포스는 토포스의 정의에서 부분 대상 분류자의 존재를 강한 부분 대상 분류자의 존재로 약화시킨 것이다.
위치 {\displaystyle {\mathcal {C}}} 위의 층 범주 {\displaystyle \operatorname {Sh} ({\mathcal {C}})}가 토포스를 이루는 것처럼,
위치 {\displaystyle {\mathcal {C}}} 위의 분리 준층 범주 {\displaystyle \operatorname {SepPSh} ({\mathcal {C}})}는 준토포스를 이룬다. 보다 일반적으로, 작은 범주 {\displaystyle {\mathcal {C}}} 위에 두 개의 그로텐디크 위상 {\displaystyle j} 및 {\displaystyle k}가 주어졌으며, {\displaystyle j}가 {\displaystyle k}보다 더 엉성할 때 ({\displaystyle j\subseteq k}), {\displaystyle j}-층인 {\displaystyle k}-분리 준층들의 범주 {\displaystyle \operatorname {Sh} ({\mathcal {C}},j)\cap \operatorname {sepPSh} ({\mathcal {C}},k)}는 준토포스를 이룬다. 이와 같이 나타낼 수 있는 준토포스를 그로텐디크 준토포스(영어: Grothendieck quasitopos)라고 한다. 그로텐디크 토포스에 대한 지로 정리와 마찬가지로, 그로텐디크 준토포스에 대해서도 지로 정리가 존재한다.

## 공간으로서의 토포스
토포스를 위상 공간의 일반화로 생각하여, 위상 공간 위의 여러 개념들을 토포스에 대하여 다음과 같이 정의할 수 있다.

### 기하학적 사상
두 토포스 {\displaystyle {\mathcal {X}}}, {\displaystyle {\mathcal {Y}}} 사이의 기하학적 사상(영어: geometric morphism) {\displaystyle f\colon {\mathcal {X}}\to {\mathcal {Y}}}는 다음 조건을 만족시키는 수반 함자쌍
{\displaystyle f^{*}\dashv f_{*}}
{\displaystyle f_{*}\colon {\mathcal {X}}\to {\mathcal {Y}}}
{\displaystyle f^{*}\colon {\mathcal {Y}}\to {\mathcal {X}}}
이다.
- {\displaystyle f^{*}}는 모든 유한 극한을 보존한다.

기하학적 사상 {\displaystyle (f^{*},f_{*})}에서, 만약 {\displaystyle f^{*}}가 추가로 왼쪽 수반 함자
{\displaystyle f_{!}\dashv f^{*}\dashv f_{*}}
를 갖는다면, 이를 본질적 기하학적 사상(영어: essential geometric morphism)이라고 한다.
만약 {\displaystyle \operatorname {Sh} (X)}와 {\displaystyle \operatorname {Sh} (Y)}가 위상 공간 위의 그로텐디크 토포스이며, 연속 함수 {\displaystyle f\colon X\to Y}가 주어졌다면, 층의 직상 {\displaystyle f_{*}\colon \operatorname {Sh} (X)\to \operatorname {Sh} (Y)} 및 역상 {\displaystyle f^{*}\colon \operatorname {Sh} (Y)\to \operatorname {Sh} (X)}은 기하학적 사상을 이룬다.

### 점
집합의 범주 {\displaystyle \operatorname {Set} }는 한원소 공간 위의 그로텐디크 토포스 {\displaystyle \operatorname {Sh} (\{\bullet \})}이다. 즉, 이는 한원소 토포스로 생각할 수 있다. 토포스와 기하학적 사상의 범주에서, 이는 끝 대상을 이룬다. 그로텐디크 토포스 {\displaystyle {\mathcal {X}}}에서 한원소 토포스 {\displaystyle \operatorname {Set} }로 가는 유일한 기하학적 사상 {\displaystyle (f_{!},f^{*},f_{*})}은 다음과 같이 해석할 수 있다.
- 상수층 함자(영어: constant sheaf functor) {\displaystyle f^{*}\colon \operatorname {Set} \to {\mathcal {X}}}는 (만약 {\displaystyle {\mathcal {X}}=\operatorname {Sh} ({\mathcal {C}})}라면) 집합 {\displaystyle S}를 상수층 {\displaystyle {\underline {S}}}으로 대응시킨다.
- 대역 단면 함자(영어: global section functor) {\displaystyle f_{*}\colon {\mathcal {X}}\to \operatorname {Set} }는 대상 {\displaystyle {\mathcal {F}}}를 (층으로 생각하였을 때) 대역 단면 집합 {\displaystyle \hom _{\mathcal {C}}(1_{\mathcal {C}},{\mathcal {F}})}으로 대응시킨다. 여기서 {\displaystyle 1_{\mathcal {C}}}는 {\displaystyle {\mathcal {C}}}의 끝 대상(="전체 집합")이다.

토포스 {\displaystyle {\mathcal {X}}}의 점(點, 영어: point)은 집합의 범주에서 {\displaystyle {\mathcal {X}}}로 가는 기하학적 사상 {\displaystyle f\colon \operatorname {Set} \to {\mathcal {X}}}이다.
공집합이 아닌 위상 공간은 하나 이상의 점을 갖지만, 점을 갖지 않는 자명하지 않는 토포스가 존재한다.:412, §7.4

### 국소 연결 토포스
국소적으로 작은 토포스 {\displaystyle {\mathcal {X}}} 속의 연결 대상(영어: connected object)은 사상 집합 함자
{\displaystyle \hom _{\mathcal {X}}(X,-)\colon {\mathcal {X}}\to \operatorname {Set} }
가 모든 유한 쌍대극한을 보존시키는 대상 {\displaystyle X\in {\mathcal {X}}}이다.
그로텐디크 토포스 {\displaystyle {\mathcal {X}}}에 대하여 다음 두 조건이 서로 동치이며, 이를 만족시키는 그로텐디크 토포스를 국소 연결 토포스(영어: locally connected topos)라고 한다.
- 임의의 대상 {\displaystyle A\in {\mathcal {X}}}은 연결 대상들의 집합의 쌍대곱 {\displaystyle \textstyle \coprod _{i\in I}A_{i}}으로 나타낼 수 있다.
- 유일한 기하학적 사상 {\displaystyle {\mathcal {X}}\to \operatorname {Set} }은 본질적 기하학적 사상이다.

국소 연결 토포스 {\displaystyle {\mathcal {X}}}에서 한원소 토포스 {\displaystyle \operatorname {Set} }로 가는 (유일한) 본질적 기하학적 사상 {\displaystyle (f_{!},f^{*},f_{*})}에서 {\displaystyle f_{!}}은 다음과 같이 해석할 수 있다.
- 연결 성분 함자(영어: connected component functor) {\displaystyle f_{!}\colon {\mathcal {X}}\to \operatorname {Set} }는 대상 {\displaystyle \textstyle \coprod _{i\in I}A_{i}}을 그 연결 성분의 집합 {\displaystyle I}로 대응시킨다.

위상 공간 {\displaystyle X}에 대하여, 다음 두 조건이 서로 동치이다.
- {\displaystyle X}는 국소 연결 공간이다.
- {\displaystyle \operatorname {Sh} (X)}는 국소 연결 토포스이다.

### 연결 토포스
연결 토포스(영어: connected topos) {\displaystyle {\mathcal {X}}}는 그 상수층 함자 {\displaystyle {\mathcal {X}}\to \operatorname {Set} }가 충실충만한 함자인 토포스이다. 국소 연결 토포스 {\displaystyle {\mathcal {X}}}에 대하여, 다음 두 조건이 서로 동치이다.
- 연결 토포스이다.
- 연결 성분 함자 {\displaystyle {\mathcal {X}}\to \operatorname {Set} }는 끝 대상을 보존한다. 즉, "공간 전체" {\displaystyle 1_{\mathcal {X}}}는 하나의 연결 성분을 갖는다.

위상 공간 {\displaystyle X}에 대하여, 다음 두 조건이 서로 동치이다.
- {\displaystyle X}는 연결 공간이다.
- {\displaystyle \operatorname {Sh} (X)}는 연결 토포스이다.

### 기본군
그로텐디크 토포스에 대하여, 기본군의 개념을 정의할 수 있다.:§4, 123 이는 위상 공간의 기본군의 사유한 완비나, 스킴의 에탈 기본군을 일반화한다.
그로텐디크 토포스 {\displaystyle \operatorname {Sh} ({\mathcal {X}})}가 주어졌을 때, 그 속에 국소 상수층들의 부분 범주 {\displaystyle \operatorname {Sh_{locConst}} ({\mathcal {X}})\hookrightarrow \operatorname {Sh} ({\mathcal {X}})}를 정의할 수 있다.
그로텐디크 토포스 {\displaystyle \operatorname {Sh} ({\mathcal {X}})}의 밑점(영어: base point)은 특정한 조건들을 만족시키는, 유한 집합의 범주로 가는 함자 {\displaystyle B\colon \operatorname {Sh_{locConst}} ({\mathcal {X}})\to \operatorname {Set_{fin}} }이다. (구체적으로, 이는 "사표현 가능 함자"(영어: pro-representable functor)이어야 한다.)
그로텐디크 토포스 {\displaystyle \operatorname {Sh} ({\mathcal {X}})}의 밑점 {\displaystyle B}가 대상 {\displaystyle P\in \operatorname {Sh} ({\mathcal {X}})}으로 표현된다고 하자. 그렇다면 그로텐디크 토포스 {\displaystyle \operatorname {Sh} ({\mathcal {X}})}의, 밑점 {\displaystyle B}에서의 기본군 {\displaystyle \pi _{1}(\operatorname {Sh} ({\mathcal {X}}),B)}는 {\displaystyle P}의 자기 동형군 {\displaystyle \operatorname {Aut} _{\operatorname {Sh} ({\mathcal {X}})}(P)}이다. 이는 항상 사유한군이며, 또한 범주의 동치
{\displaystyle \operatorname {Sh_{locConst}} ({\mathcal {X}})\simeq \pi _{1}(\operatorname {Sh} ({\mathcal {X}}),B){\text{-Set}}_{\operatorname {fin} }}
가 존재한다. (우변은 사유한군 {\displaystyle \pi _{1}(\operatorname {Sh} ({\mathcal {X}}),B)}의 작용을 갖는 유한군들로 구성된 범주이다.)

## 논리학으로서의 토포스

### 논리적 사상
두 토포스 {\displaystyle {\mathcal {X}}}, {\displaystyle {\mathcal {Y}}} 사이의 논리적 사상(영어: logical morphism) {\displaystyle f\colon {\mathcal {X}}\to {\mathcal {Y}}}는 유한 극한과 멱대상을 보존하는 함자이다.

### 미첼-베나부 언어
임의의 고차 논리 (유형 이론) 명제를 토포스 {\displaystyle {\mathcal {X}}} 속에서 해석할 수 있다. 이를 {\displaystyle {\mathcal {X}}}의 미첼-베나부 언어(영어: Mitchell–Bénabou language)라고 하며,:§VI.5 이 언어 가운데 참인 명제들의 집합을 {\displaystyle {\mathcal {X}}}의 내적 논리(영어: internal logic)이라고 한다. 이 경우, 직관 논리의 모든 공리들이 성립하지만, 고전적 논리는 성립하지 않는다. 또한, 선택 공리(=모든 전사 사상은 분할 전사 사상) 역시 성립하지 않을 수 있다.
고전적 집합론은 집합의 토포스 {\displaystyle \operatorname {Set} }의 논리학이다. 일반적으로, 그로텐디크 토포스 {\displaystyle \operatorname {Sh} ({\mathcal {C}})}의 내적 논리에서 정의한 어떤 구조 {\displaystyle S}는 (외적 논리에서) "{\displaystyle S}값의 층"에 대응한다. 예를 들어, {\displaystyle \operatorname {Sh} ({\mathcal {C}})} 속에서 정의한 국소환은 사실 국소환 달린 공간을 정의한다. 만약 {\displaystyle S}가 대수 구조 다양체를 이룬다면 이렇게 내적 논리를 사용하지 않아도 된다 (즉, {\displaystyle S}의 범주 {\displaystyle {\mathcal {S}}}가 주어졌을 때, {\displaystyle S}값의 층은 층 조건을 만족시키는 준층 {\displaystyle {\mathcal {C}}^{\operatorname {op} }\to {\mathcal {S}}}와 같다). 그러나 {\displaystyle S}의 정의가 대수적이지 않을 때, "{\displaystyle S}값의 층"은 "층 조건을 만족시키는 준층 {\displaystyle {\mathcal {C}}^{\operatorname {op} }\to {\mathcal {S}}}"과 다르며, 전자가 옳은 정의이다 (즉, 수학적으로 더 유용하다). 예를 들어, 국소환의 경우, 극대 아이디얼이 유일하다는 조건은 존재 기호 또는 전칭 기호를 필요로 하므로, 국소환의 개념은 대수 구조 다양체를 이루지 않는다.

#### 유형 이론
토포스 {\displaystyle {\mathcal {X}}}에서, 각 대상 {\displaystyle X\in {\mathcal {X}}}은 형(영어: type)을 정의한다. 명제의 형은 부분 대상 분류자 {\displaystyle \Omega }이다. 토포스 속의 사상 {\displaystyle f\colon X\to Y}는 형 {\displaystyle X}를 형 {\displaystyle Y}로 대응시키는 변환이다. 즉, 형 {\displaystyle X}의 매개변수를 갖는 형 {\displaystyle Y}의 대상이다. 특히, 형 {\displaystyle X}의 매개변수 {\displaystyle x}를 갖는 명제 {\displaystyle \phi (x)}는 사상 {\displaystyle X\to \Omega }에 대응한다. 부분 대상 분류자의 성질에 의하여, 이는 {\displaystyle X}의 부분 대상 {\displaystyle \phi \in \operatorname {Sub} (X)}에 대응한다.
| 논리                                                                                         | 토포스                                                            |
| -------------------------------------------------------------------------------------------- | ----------------------------------------------------------------- |
| 형                                                                                           | 대상                                                              |
| 형 사이의 변환                                                                               | 사상                                                              |
| 명제의 형                                                                                    | 부분 대상 분류자 {\displaystyle \Omega }                          |
| (자유 변수가 없는) 명제                                                                      | 부분 대상 분류자의 부분 대상                                      |
| 형 {\displaystyle X}의 자유 변수 {\displaystyle x}를 갖는 명제 {\displaystyle \phi (x)}      | 사상 {\displaystyle X\to \Omega } = {\displaystyle X}의 부분 대상 |
| 형 {\displaystyle X}의 자유 변수 {\displaystyle x}를 갖는 명제 {\displaystyle \phi (x)}의 형 | 지수 대상 {\displaystyle \Omega ^{X}}                             |

명제의 형 {\displaystyle \Omega } (또는 {\displaystyle \Omega ^{X}})가 존재한다는 것은, 명제에 대하여 존재 기호 · 전칭 기호를 씌울 수 있음을 뜻한다. 즉, 토포스의 내적 논리는 고차 논리를 이룬다.

#### 명제 논리
토포스 {\displaystyle {\mathcal {X}}}에서, 임의의 대상 {\displaystyle X\in {\mathcal {X}}}의 부분 대상 부분 순서 집합 {\displaystyle \operatorname {Sub} (X)}는 헤이팅 대수를 이룬다. (주어진 부분 순서 집합 위의 헤이팅 대수는 만약 존재한다면 유일하다. 부분 대상 분류자 {\displaystyle \Omega }의 존재에 의하여, 부분 대상 {\displaystyle A\in \operatorname {Sub} (X)}는 사상 {\displaystyle A\to \Omega }와 동치이다.)
| 논리                             | 헤이팅 대수                                                                                          |
| -------------------------------- | --- |
| 명제                             | {\displaystyle \operatorname {Sub} (X)}의 원소                                                       |
| 참 {\displaystyle \top }         | {\displaystyle \operatorname {Sub} (X)}의 최대 원소 {\displaystyle \top \in \operatorname {Sub} (X)} |
| 거짓 {\displaystyle \bot }       | {\displaystyle \operatorname {Sub} (X)}의 최소 원소 {\displaystyle \bot \in \operatorname {Sub} (X)} |
| 논리합 {\displaystyle \lor }     | {\displaystyle \operatorname {Sub} (X)}의 두 원소의 이음 (상한) {\displaystyle x\lor y}              |
| 논리곱 {\displaystyle \land }    | {\displaystyle \operatorname {Sub} (X)}의 두 원소의 만남 (하한) {\displaystyle x\land y}             |
| 함의 {\displaystyle x\implies y} | 헤이팅 대수의 함의 관계 {\displaystyle x\implies y}                                                  |
| 부정 {\displaystyle \lnot x}     | 거짓의 함의 {\displaystyle x\implies \bot }                                                          |

#### 1차 논리
토포스에서, 임의의 사상 {\displaystyle f\colon X\to Y}에 대하여, 이로부터 유도되는 증가 함수
{\displaystyle f^{*}\colon \operatorname {Sub} (Y)\to \operatorname {Sub} (X)}
를 생각하자. 부분 순서 집합을 작은 범주로 생각한다면, 토포스에서 이는 항상 왼쪽 수반 함자 및 오른쪽 수반 함자를 갖는다.
{\displaystyle \exists _{f}\dashv f^{*}\dashv \forall _{f}}
이 경우, {\displaystyle \exists _{f}}는 존재 기호, {\displaystyle \forall _{f}}는 전칭 기호에 해당한다.
{\displaystyle A\subset X\to \{f(x)\colon \forall x\in X\colon f(x)\in A_{Y}\}}
| 논리 | 집합 | 토포스 |
| --- | --- | --- |
| 자유 변수 {\displaystyle y\colon Y}를 갖는 명제 {\displaystyle \phi (y)} 및 함수 {\displaystyle f\colon X\to Y}가 주어졌을 때, 자유 변수 {\displaystyle x\colon X}를 갖는 명제 {\displaystyle \phi (f(x))} | 부분 집합 {\displaystyle \phi \subseteq Y} 및 함수 {\displaystyle f\colon X\to Y}에 대하여, {\displaystyle \{x\in X\colon \phi _{Y}(f(x))\}} | 부분 대상 {\displaystyle \phi \in \operatorname {Sub} (Y)}에 대하여, {\displaystyle f^{*}\phi \in \operatorname {Sub} (X)}              |
| 자유 변수 {\displaystyle x\colon X}, {\displaystyle y\colon Y}인 명제 {\displaystyle \phi (x,y)}에 대하여, {\displaystyle \forall x\in X\colon \phi (x,y)}                                                 | {\displaystyle \{y\in Y\colon \exists x\in X\colon \phi (x,y)\}}                                                                             | 사영 {\displaystyle \operatorname {proj} _{Y}\colon X\times Y\to Y}에 대하여, {\displaystyle \forall _{\operatorname {proj} _{Y}}\phi } |
| 자유 변수 {\displaystyle x\colon X}, {\displaystyle y\colon Y}인 명제 {\displaystyle \phi (x,y)}에 대하여, {\displaystyle \exists x\in X\colon \phi (x,y)}                                                 | {\displaystyle \{y\in Y\colon \exists x\in X\colon \phi (x,y)\}}                                                                             | 사영 {\displaystyle \operatorname {proj} _{Y}\colon X\times Y\to Y}에 대하여, {\displaystyle \exists _{\operatorname {proj} _{Y}}\phi } |

대상 {\displaystyle X} 속의 부분 대상 {\displaystyle a,b\in \operatorname {Sub} (X)}
{\displaystyle a\colon A\hookrightarrow X}
{\displaystyle b\colon B\hookrightarrow X}
이 주어졌으며, 그 만남
{\displaystyle a\land b\colon A\land _{X}B\hookrightarrow X}
이 주어졌을 때, 헤이팅 대수 {\displaystyle \operatorname {Sub} (X)}에서의 헤이팅 함의 관계 {\displaystyle a\implies b}는 다음과 같이 정의된다.
{\displaystyle (a\implies b)=\forall _{a\land b}\top _{\operatorname {Sub} (A\land _{X}B)}\in \operatorname {Sub} (X)}
여기서 {\displaystyle \forall _{a\land b}\colon A\land _{X}B\to X}는 부분 대상 {\displaystyle a\land b\in \operatorname {Sub} (X)}에 대응하는 단사 사상이며, {\displaystyle \top _{\operatorname {Sub} (A\land _{X}B)}\in \operatorname {Sub} (A\land _{X}B)}는 {\displaystyle \operatorname {Sub} (A\land _{X}B)}의 최대 원소이다.

### 크립키-주아얄 의미론
토포스 위의 미첼-베나부 언어에 대하여, 크립키-주아얄 의미론(영어: Kripke–Joyal semantics)이라는 의미론이 존재한다.:§VI.6 이는 솔 크립키와 앙드레 주아얄이 도입하였다.

## 성질
토포스의 공리들로부터, 다음과 같은 추가 성질들을 유도할 수 있다.
- 유한 완비 범주이다. 즉, 모든 유한 극한이 존재한다. 특히, 유한곱 {\displaystyle A_{1}\times A_{2}\times \cdots \times A_{n}} 및 끝 대상 {\displaystyle 1}이 존재한다.
- 유한 쌍대 완비 범주이다. 즉, 모든 유한 쌍대 극한(colimit)이 존재한다. 특히, 유한 쌍대곱 {\displaystyle A_{1}\sqcup A_{2}\sqcup \cdots \sqcup A_{n}} 및 시작 대상 {\displaystyle 0}이 존재한다.
- 서로 비동형인 두 대상이 존재하는 토포스에서는 0과 1이 서로 동형이지 않다 (즉, 영 대상이 존재하지 않는다).
- 부분 대상 분류자 {\displaystyle 2}가 존재한다.
- 임의의 두 대상 {\displaystyle A,B}에 대하여, 지수 대상 {\displaystyle A^{B}} (함수들의 집합과 유사한 역할을 하는 대상)이 존재한다. 특히, 멱대상 {\displaystyle 2^{B}}이 존재하며, 이에 대하여 모든 토포스는 데카르트 닫힌 범주를 이룬다.

그로텐디크 토포스는 토포스이며, 또한 다음과 같은 추가 성질을 가진다.
- 그로텐디크 토포스는 항상 자연수 대상(영어: natural numbers object)을 가지며, 이는 자연수 집합을 값으로 하는 상수층 {\displaystyle {\underline {\mathbb {N} }}}이다.

## 예
토포스의 예는 다음을 들 수 있다.
- 집합의 범주 {\displaystyle \operatorname {Set} }
  - 이는 한 점으로 구성되는 공간 위의 (집합 값을 갖는) 층의 범주이므로, 그로텐디크 토포스를 이룬다.
- 유한 집합의 범주 {\displaystyle \operatorname {FinSet} }
  - 이는 그로텐디크 토포스가 아니다.
- 군 {\displaystyle G}의 작용을 갖춘 집합 및 작용에 호환되는 함수들의 범주 {\displaystyle G{\text{-Set}}}
- 작은 범주 {\displaystyle {\mathcal {C}}}에 대하여, 함자 범주 {\displaystyle \operatorname {Set} ^{\mathcal {C}}}
- 작은 위치 위의 (집합 값을 갖는) 층의 범주는 그로텐디크 토포스이며, 따라서 역시 토포스이다.
- 토포스 {\displaystyle {\mathcal {T}}}의 대상 {\displaystyle X\in {\mathcal {T}}}에 대한 조각 범주 {\displaystyle {\mathcal {T}}/X} 또한 토포스이다.

## 역사
토포스의 개념은 알렉산더 그로텐디크가 대수기하학과 층 이론의 관점에서 1960년대에 도입하였다. 그로텐디크가 창안한 단어 프랑스어: topos 토포스[*] (복수 프랑스어: topoï 토포이[*])는 고대 그리스어: τόπος 토포스[*](장소, 복수 고대 그리스어: τόποι 토포이[*])에서 유래하였다.
프랜시스 윌리엄 로비어와 마일스 티어니(영어: Myles Tierney)는 수리논리학에 토포스의 개념을 응용하였고, 그로텐디크 토포스의 개념을 (기초적) 토포스로 일반화하였다. 지로 정리는 장 지로(프랑스어: Jean Giraud)가 증명하였다.